# アレンドロン酸
アレンドロン酸（Alendronic acid）またはアレンドロネートは、骨粗鬆症や骨ページェット病の治療に用いられるビスフォスフォネート薬である。投与法は経口である。ビタミンD、カルシウムサプリメンドとの服用と共に生活習慣の改善が推奨されることがよくある。フォサマック（Fosamax）, ボナロン(Bonalon)などの商品名で販売されている。
一般的な副作用には、便秘、腹痛、吐き気、胃酸の逆流などがあげられる。重度の副作用には、食道の障害、顎の骨壊死、大腿骨骨折などがあげられる。妊娠中または腎機能が低下している患者への使用は推奨されない。アレンドロン酸の作用機序は、骨を分解する細胞の活性を低下させることによって機能する。
アレンドロン酸が最初に説明されたのは1978年であり、米国で医療用途が承認れたのは1995年である。後発医薬品として入手できる。2019年時点での英国の国民保健サービスにかかる１か月分の投薬費用は約0.41ポンドである。米国での卸売価格は１か月分約1.16米ドルである。2017年の米国での処方件数は800万件以上であり、90番目に多く処方された医薬品である。 

## 効能または効果
- 骨粗鬆症